# ダイヤモンド 〜世界で一番固いイシ〜
「ダイヤモンド ～世界で一番固いイシ～」は、日本のJ-POPグループ・ONE☆DRAFTの12枚目のシングルである。2013年11月13日発売。発売元は徳間ジャパンコミュニケーションズ。

## 概要
前作から約7ヵ月ぶりのリリース。

## 収録曲
1. ダイヤモンド ～世界で一番固いイシ～
作詞・作曲：LANCE,RYO,MAKKI,谷口尚久
2. ONE WAY
作詞：LANCE,RYO,MAKKI,SAYALA ／ 作曲：LANCE,RYO,MAKKI,TOMOKAZU MATSUZAWA
Tommy's Racingと「クローズ×WORST」の公認アパレルブランド・COLLARSがタッグ組んで結成されたレーシングチーム、Tommy's Racing with COLLARSのオフィシャルソング。
原曲タイトルは「ONE」であり、大阪でのイベント、FILTER88にて一度だけ披露された。
3. ダイヤモンド ～世界で一番固いイシ～ (Instrumental)
4. ONE WAY (Instrumental)